# Dancing Sweeties
Dancing Sweeties é um filme estadunidense de 1930 do gênero drama musical, dirigido por Ray Enright e estrelado por Grant Withers e Sue Carol. O filme traz quatro canções, nenhuma memorável. Uma quinta, Dancing with Tears in My Eyes, composta por Joe Burke e Al Dubin, foi suprimida na montagem final, porém tornou-se um grande sucesso.

## Sinopse
Casal se conhece em concurso de dança e se casa na mesma noite. Os problemas surgem quando Bill descobre que a esposa Molly, à vontade com valsas, é incapaz de aprender os passos do jazz.

## Elenco
| Ator/Atriz     | Personagem       |
| -------------- | ---------------- |
| Grant Withers  | Bill Cleaver     |
| Sue Carol      | Molly O'Neil     |
| Tully Marshall | Pa Cleaver       |
| Edna Murphy    | Jazzbo Gans      |
| Eddie Phillips | Needles Thompson |